# Террадільйос
Террадільйос (ісп. Terradillos) — муніципалітет в Іспанії, у складі автономної спільноти Кастилія-і-Леон, у провінції Саламанка. Населення — 3450 осіб (2010).
Муніципалітет розташований на відстані близько 160 км на захід від Мадрида, 17 км на південний схід від Саламанки.
На території муніципалітету розташовані такі населені пункти: (дані про населення за 2010 рік)
- Ла-Алькубілья: 4 особи
- Ель-Барреро: 2 особи
- Ла-Маса: 4 особи
- Лос-Пералес: 0 осіб
- Террадільйос: 182 особи
- Урбанісасьйон-ель-Енсінар: 2845 осіб
- Урбанісасьйон-лос-Сіснес: 398 осіб
- Вальдескобела: 4 особи
- Лос-Венторрос: 11 осіб
- Урбанісасьйон-Альба-Нова: 0 осіб

## Демографія
Динаміка населення (INE ):

## Зовнішні посилання
- Провінційна рада Саламанки: індекс муніципалітетів
- Посилання на Google Maps